# Березнеговский, Николай Иванович
Николай Иванович Березнеговский (21 ноября 1875 года, село Воронцовка Тамбовского уезда — 18 апреля 1926) — русский хирург, учёный и педагог. Ординарный профессор, статский советник (1914).

## Биография

Могила Березнеговского на Никольском кладбище Александро-Невской лавры в Санкт-Петербурге

Родился в семье сельского священника. Брат Ивана Ивановича Березнеговского, артиста оперы и режиссёра.
Учился сначала в духовном училище, затем поступил в Тамбовскую духовную семинарию, которую окончил в 1986 году в числе первых учеников. В следующем году поступил на медицинский факультет Императорского Томского университета, во время учебы в университете особое внимание уделял изучению хирургии. После окончания университета в 1903 году остался работать при госпитальной хирургической клинике, которой на тот момент руководил профессор Платон Иванович Тихов. После начала Русско-японской войны ординатор-хирург Березнеговский был мобилизован в армию и в течение двух лет служил военным врачом. В 1906 году вернулся в Томский университет, где был назначен на должность ассистента кафедры госпитальной хирургической клиники. По предложению профессора Тихова Николай Иванович начал работу над докторской диссертацией на тему «О пересадке мочеточников в кишечник». Успешно защитил диссертацию в 1909 году и был утвержден в учёном звании приват-доцента, после чего вскоре уехал в командировку на два года для совершенствования профессиональных навыков и работы в ведущих клиниках России и за рубежом.
В 1912 году был назначен профессором кафедры хирургической патологии и терапии Томского университета. Во время Первой мировой войны заведовал госпиталями Красного креста в Риге и Киеве. В 1918 году был избран на кафедру госпитальной хирургической клиники в Томске, которой заведовал до конца своей жизни. В 1918 году Березнеговский совместно с инженером профессором А. П. Малышевым организовал в Томске Восточно-Сибирский протезный институт. В 1920 году организовал и проводил для врачей первые курсы по ортопедии и протезированию.
Принимал участие в работе XIV съезда российских хирургов в Москве в 1916 году, был председателем клинического совета Госпитальных клиник, членом Правления Томского университета по финансово-хозяйственной части. Редактор издания «Известия Томского Университета» до 1914 года, позднее входил в редколлегию «Сибирского медицинского журнала».
Автор 67 печатных трудов. Научно-клиническая и экспериментальная деятельность посвящена проблемам внутривенного наркоза, пересадке органов и тканей, физиологии желудочно-кишечного тракта после оперативного вмешательства, хирургического лечения кожевниковской эпилепсии, а также вопросам военно-полевой хирургии. Основоположник протезирования на научной основе в Сибири.
Скончался в 1926 году в Санкт-Петербурге от осложнений после операции по поводу гнойного холецистита. Похоронен на Никольском кладбище Александро-Невской Лавры города Санкт-Петербурга.

### Награды
Награжден орденами Святой Анны III степени (1913), Святого Станислава III степени, медалью «В память 300-летия царствования дома Романовых».

## Семья[7]
- Жена — Антонина Петровна Березнеговская (1878—1956), одна из первых слушательниц Бестужевских высших женских курсов в Петербурге.
  - Дочь — Любовь Николаевна Березнеговская (1906—1995), выпускница Томского государственного университета, впоследствии заведующая кафедрой фармакогнозии с курсом ботаники Томского медицинского института. Замужем за Владимиром Феофилактовичем Васильевым (1900—1950), доктор биологических наук, профессор, заведующий кафедрой ботаники Воронежской сельскохозяйственной академии.
    - Внук — Николай Владимирович Васильев (1930—2001), микробиолог, действительный член Академии Медицинских наук СССР.